# عروس التحدي (فلم)

## عرس التحدي
عرس التحدي مسرحية وفيلم سوري استعراضي غنائي عرض عام (1975) .

## تمثيل
- سميرة توفيق
- خالد تاجا
- إغراء
- نجاح حفيظ

وعدد من الممثلات والممثلين السوريين .
الإخراج: خالد تاجا (إخراج) 
التأليف: سيد مغربي (قصة وسيناريو)